# Ana Novac
Ana Novac, născută Zimra Harsányi, (n. 21 iunie 1929, Dej, județul Someș, România – d. 31 martie 2010, Paris, Franța) a fost o scriitoare română, evreică din Transilvania, supraviețuitoare a Holocaustului, care s-a stabilit în Franța.

## Biografie
Zimra Harsányi, care și-a luat pseudonimul de scriitoare Ana Novac la sugestia scriitorului Petru Dumitriu, s-a născut în anul 1929, la Dej, județul Someș, din Transilvania. La vârsta de 11 ani, s-a văzut cetățeană maghiară, ca urmare a Dictatului de la Viena. La vârsta de 14 ani a fost deportată de autoritățile fasciste maghiare în lagărele național-socialiste de concentrare Auschwitz și Płaszów. Părinții Zimrei, precum și fratele său au pierit în lagăr.
După eliberarea din lagăr, a revenit în România, recuperându-și cetățenia română. Și-a completat jurnalul început încă de la vârsta de 11 ani, înainte de deportare, continuat în condițiile extrem de periculoase din lagăr. A descris, între altele, condițiile călătoriei din Transilvania de Nord la Auschwitz. În anii 1950 devenise o dramaturgă deosebit de apreciată de către autorități, scriind în stilul realismului socialist. A fost susținută de scriitorii cunoscuți: Camil Petrescu, Mihail Sadoveanu, Tudor Arghezi, Paul Schuster, care i-a fost pentru scurtă vreme soț. 
Piesele sale au avut un succes răsunător în țările comuniste, în special în Uniunea Sovietică și în Ungaria. "În timpul campaniei publicistice din preajma congresului PMR, din 1955, este citată ca scriitor progresist, exemplificînd această apreciere cu piesa ei de teatru Familia Kovacs," se afirmă într-un articol difuzat de Europa liberă. "Pe fundalul înăspririi atmosferei și a sugrumării speranțelor bazate pe condamnarea abuzurilor lui Stalin de către liderul sovietic Hrușciov, în România acelor ani începe un nou val de arestări. În acest context, piesa Anei Novac Ce fel de om ești tu?, jucată în sezonul 1957/58, este calificată drept o deraiere de la linia partidului. În urma criticilor, Novac este exclusă din partid, ceea ce atunci echivala cu o serie de îngrădiri social-politice." A urmat și excluderea din Uniunea Scriitorilor din Republica Populară Română, iar în 1965, a emigrat în Ungaria, unde s-a căsătorit cu un activist de partid. A trăit câtva timp în Ungaria, apoi în Berlinul Occidental, unde s-a instalat pentru câtva timp și unde a făcut cunoștință cu Günter Grass. După un an a plecat în Franța, la Paris, în timpul evenimentelor din mai 1968, unde s-a stabilit. La Paris a continuat să scrie piese de teatru, eseuri și romane biografice. I se întâmpla să scrie o piesă de teatru într-o singură noapte. Frecventând Café de Flore, Ana Novac a cunoscut numeroși intelectuali francezi și exilați români, printre care nu lipseau Jean-Paul Sartre, Simone de Beauvoir, Eugène Ionesco, Jean Pârvulesco, Monica Lovinescu.

## Opera
Ana Novac, scriitoare și dramaturg cu un stil acerb și vioi, fiind supraviețuitoare a Shoah, a rămas cunoscută îndeosebi prin jurnalul său Les Beaux Jours de ma Jeunesse, singurul jurnal care a supraviețuit lagărelor de concentrare. Ea era supranumită « Anne Frank roumaine », deși Anne Frank descrie evenimentele petrecute în afara lagărelor, iar Ana Novac scrie din interiorul acestora, iar jurnalul său este continuat mult după eliberarea din lagăr, fără să uite faptele memorate, tratând și multe alte subiecte, rămânând și mai departe tot atât de subversiv.

### Les beaux jours de ma jeunesse
Jurnalul său, Les beaux jours de ma jeunesse, a fost editat în Franța, în 1968, prima ediție apărând, în franceză în traducerea autoarei, din limba maghiară, cu titlul: J’avais quatorze ans à Auschwitz. Jurnalul Anei Novac este mult mai puțin cunoscut decât cel al Annei Frank, cele două fete având aceeași vârstă în momentul redactării jurnalelor lor. Mesajul jurnalului Les beaux jours de ma jeunesse este mult mai violent și uneori chiar nesustenabil. Autorul descrie atingerea continuă a morții. Dă dovadă de o remarcabilă luciditate față mizeria umană, față de absurditatea războiului, față de intangibilitatea frontierei dintre călăi și victime. Duritatea mărturiei poate părea șocantă, această scriere caustică fiind o caracteristică fundamentală a autoarei.

#### Ediții în alte limbi ale jurnaluluiLes beaux jours de ma jeunesse
- 1966 Limba maghiară: A téboly hétköznapjai, de Harsányi Zimra, (Jurnalul a fost scris în limba maghiară)
- 1967 Limba germană: Die schönen Tage meiner Jugend, O nouă traducere în limba germană a apărut în anul 2009
- 1970 Limba italiană, I giorni della mia giovinezza, traducere de Francesco Saba Sardi. A. Mondadori, Milano, 1994, 223 pagini,
- 1970 Limba neerlandeză, De mooie dagen van mijn jeugd, (reeditare, Bruna, 2010),
- 1997 Limba engleză SUA: The Beautiful Days of My Youth: My Six Months In Auschwitz and Plaszow,
- 2004 Limba română: Cele mai frumoase zile ale tinereții mele, Editura Dacia, Cluj-Napoca, traducerea în românește de Anca-Domnica Ilea, ISBN 973-35-1844-1.

### Alte scrieri
- Match à la Une
- Frumoasele zile ale tinereții mele (jurnal); ediții: 1966 (Ungaria: A téboly hétköznapjai, de Harsányi Zimra), 1967 (Germania: Die schönen Tage meiner Jugend), 1968 (Franța: Les beaux jours de ma jeunesse), 1970 (Italia, Țările de Jos), 1997 (SUA: The Beautiful Days of My Youth: My Six Months In Auschwitz and Plaszow), 2004 (România: Cele mai frumoase zile ale tinereții mele, Editura Dacia, Cluj-Napoca, traducerea de Anca-Domnica Ilea, 2004); o nouă traducere în germană a fost publicată în 2009.
- Le maître de Trésor, Balland, 2002. ISBN 2-2680-4340-1
- Les noces de Varenka, Calmann-Lévy, 1996. ISBN 2-7021-2491-7
- Comme un pays qui ne figure pas sur la carte, Balland, Paris, 1992
- Un lit dans l'hexagone
- J’avais quatorze ans à Auschwitz, Presses de la Renaissance, Paris, 1982 (entspr. "Les beaux jours..."
- Si j’étais un bébé-phoque, ou les souvenirs d’un zombie, Éditions Les Temps Modernes, Paris
- Le complexe de la soupe, Éditions L’Avant Scène, Paris
- Cap sur la Lune, Le Méridien Éditeur
- Les accidents de l’âme, Éditions Balland, ParisPlays:
- Le grabat, 1988
- Nocturne’, 1984
- La Porte, 1985
- Un nu déconcertant, 1970